# Nacionalisme vènet
El nacionalisme vènet o venetisme és un terme utilitzat per definir un moviment regionalista que exigeix més autonomia per Vèneto de Roma, si no la independència, i la promoció de la redescoberta República de Venècia així com les seves tradicions, cultura i llengua. Segons Paolo Possamai, el venetisme és "la varietat de vènet i de venecians cap a la recognició de la seva identitat i autonomia". El venetisme és un moviment ampli, que indubtablement inclou els partits venetistes, però també inclou gent de tots els partits polítics.
Els venetistes consideren al Vèneto com una nació separada d'Itàlia i, sovint, neguen la validesa del resultat del referèndum amb el qual el Vèneto es va unir amb Itàlia el 1866. Alguns, com el Véneto Estat, proposen una reedició d'aquest referèndum i fan campanyes per avançar la independència de Venècia, un país que seria compost de tots els territoris de la República de Venècia històrica, incloent Vèneto, Friuli-Venezia Giulia, algunes àrees de Llombardia (Brescia, Bèrgam, Crema i una part de la província de Trento.
En qualsevol cas, també la constitució de la Regió del Vèneto reconeix a la "gent vèneta" l'estatus de "popolo (lit. poble) veneto". També, la UNESCO dona a la llengua veneciana situació de la llengua fora de perill, ja que és en general parlada en el Vèneto, part de Friuli-Venezia Giulia, part de Croàcia, Rio Gran do Sul, Santa Catarina a Brasil i Chipilo a Mèxic.
Tal vegada la més important associació cultural venetista és Raixe Venete, que organitza cada any la "Festa dei Veneti en Cittadella" (on venetistas de totes les ideologies polítiques, associacions venetistes, actors, músics i bandes de rock, i molts simples ciutadans es reuneixen), i la pàgina web dels quals està traduïda a diversos idiomes.

## Història

### L'annexió de Vèneto per Itàlia
La República de Venècia va existir durant 1100 anys 697-1797 i va ser una de les primeres repúbliques modernes del món. Després de derrotar a la República de Gènova a sèrie de guerres, es va convertir en una potència important al Mediterrani, en el seu apogeu, va estendre el seu domini des gran part de la Vall del Po per a les parts de l'actual Eslovènia, Croàcia i Grècia. Venècia era una potència líder al món occidental als segles XV i XVI. En 1797, després d'un llarg declivi, a través de la Tractat de Campo Formio, Napoleó negocià el que quedava de la República d'Àustria a canvi d'altres terres. En 1848 els venecians, liderats per Daniele Manin, es van rebel·lar contra el domini austríac i van establir la República de Sant Marc. Manin, que s'oposava a la unificació proposada per alguns venecians amb el Regne de Sardenya, renuncià, però va tornar per liderar una vegada més l'oposició contra Viena en 1849.

## Partits polítics
Des de finals del decenni de 1970 molts partits venetistes es van fundar en el Vèneto, en particular:
- Lliga Veneta (part de Lliga Nord des de 1991)
- Independència Vèneta
- Unió del Poble Vènet (fusionat amb la Lliga Vèneta el 1995)
- Lliga Fronte Veneto (nascut després de la unió de Véneti d'Europa i Fronte Marco Polo)
- Projecte Nord-est
- Véneto Estat

## Venetistes prominents
Els més prominents venetistes són Franco Rocchetta (fundador de la Lliga Vèneta), Ettore Beggiato (qui va escriure un llibre titulat: "1866: el gran truc"), Sabino Acquaviva, Giampaolo Borsetto, Goffredo Parise, Fabrizio Comencini, Giorgio Vido, Fabio Padovan, Gian Paolo Gobbo, Manuela Dal Llac, Lucca Zaia, Flavio Tosi i Patrik Riondato.